# Ferdinand Pfohl

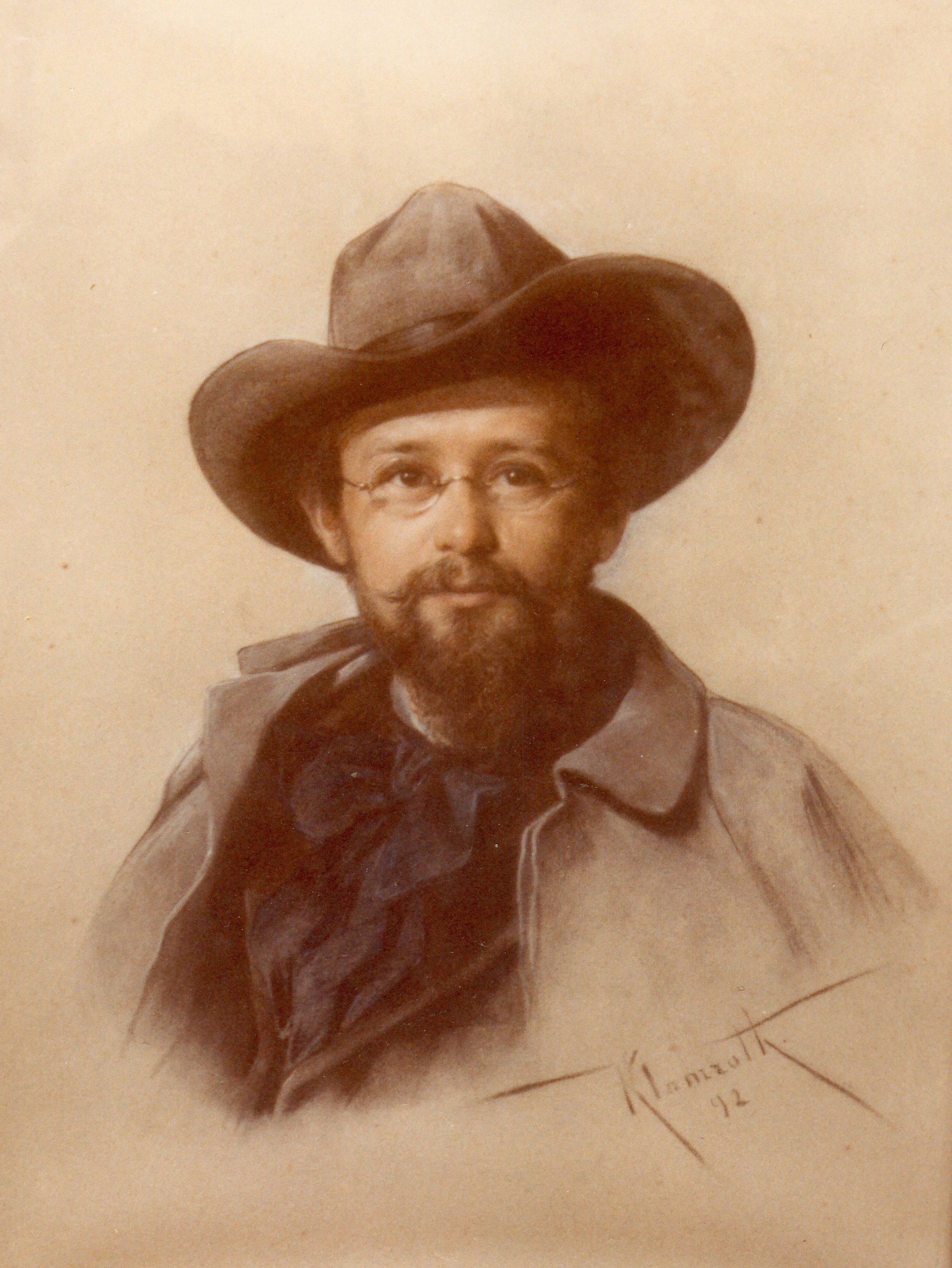
Ferdinand Pfohl, Pastell von Anton Klamroth, 1892

Ferdinand Maximilian Pfohl (* 12. Oktober 1862 in Elbogen, Böhmen; † 16. Dezember 1949 in Hamburg-Bergedorf) war ein deutscher Musikkritiker, Musikschriftsteller und Komponist. Er war einer der angesehensten deutschen Musikkritiker und Musikschriftsteller; sein Urteil hatte großes Gewicht (Andreas Willscher in MGG 2005) und war in Deutschland mit Hanslicks Stellung in Wien vergleichbar. Kompositionen von ihm sind zu seinen Lebzeiten recht häufig aufgeführt worden und wurden überaus positiv rezensiert.

## Leben
Ferdinand Pfohl war der Sohn des Elbogener Amtmanns Ferdinand Pfohl sen., gebürtig aus Einsiedel bei Reichenberg, und der Anna, geb. Marek. Er kam in dem heute noch bestehenden Haus Schlossgasse 8 (heute: Zamecká 8/70) in Elbogen zur Welt. Er machte Matura mit dem Prädikat „lobenswert“ am Benediktinergymnasium im nordostböhmischen Braunau. Danach begann er 1881 auf Wunsch seines Vaters ein Jura-Studium an der k. k. deutschen Karl-Ferdinands-Universität in Prag. Seine Bestimmung zur Musik erkannte Pfohl „überdeutlich“ 1883 beim Besuch der ersten Parsifal-Aufführung nach Wagners Tod in Bayreuth: Du gehörst der Musik, einzig und allein der Musik, und die Musik gehört dir, sie ist dein Blut, deine Seele. Im Herbst 1885 brach er zum Kummer seiner Eltern das Jurastudium ab und zog nach Leipzig, um dort Musik zu studieren. Er wurde Schüler von Oscar Paul und Hermann Kretzschmar; zugleich studierte er Philosophie.
Nachdem der Vater ihm daraufhin die finanzielle Unterstützung entzogen hatte, gelang es ihm nach einiger Zeit, seinen Lebensunterhalt durch das Verfassen von Musikkritiken zu verdienen. Er schrieb während seiner Leipziger Jahre (bis Oktober 1892) für die Königlich-Leipziger Zeitung und das Leipziger Tageblatt. Auf Empfehlung Hans von Bülows wurde er ab November 1892 Leiter des Musikfeuilletons der Hamburger Nachrichten. Diese Position hatte er bis Dezember 1931 inne. Er verfasste mehrere Standardwerke der Musikliteratur, so 1911 über Richard Wagner und 1922 bzw. 1925 über Arthur Nikisch. Beide Biographien sowie mehrere Opernführer erreichten hohe Auflagen. Zudem war er Autor weiterer Bücher, mehrerer Tausend Kritiken und Aufsätzen sowie zahlreicher Vorträge, auch im Rundfunk,.
Außerdem war er seit 1908 Co-Direktor des Vogt’schen Konservatoriums (im Curiohaus) in Hamburg, dem Vor-vorläuferinstitut der heutigen Hochschule für Musik und Theater Hamburg. Dort unterrichtete er u. a. Musiktheorie und -geschichte, Vortrag und Stil. Seine Unterrichtstätigkeit setzte er bis 1948 an der inzwischen städtischen „Schule für Musik und Theater“ fort. 1913 wurde ihm der Professortitel h. c. verliehen, 1923 erhielt er den Titel Dr. phil. h. c. der Universität Rostock.
Als Komponist ging Pfohl in hohem Maße eigene Wege; er entzieht sich damit einer einfachen Einordnung in Schulen oder Strömungen. Dem Geist der Spätromantik entwachsend, wies er weit über das 19. Jahrhundert hinaus und ließe sich am ehesten als vereinzelter Vertreter eines „nordischen Impressionismus“ beschreiben. Seine Kompositionen sind vielfach und mit großem Erfolg, u. a. von Felix Mottl, Max Reger und Arthur Nikisch aufgeführt worden. Seine Meersymphonie dirigierte der Komponist 1898 im Rahmen der Philharmonischen Konzerte mit dem Orchester von Hans Winderstein in der Alberthalle des Leipziger Krystallpalasts selbst. Andere Orchesterwerke, wie die Rhapsodie Twardowsky, die symphonische Legende Savonarola, die Apsarase oder einzelne Sätze seiner Meersymphonie kamen ebenso zur Aufführung wie auch sein Liedzyklus Pierrot lunaire, seine Klavierwerke, sowie Vertonungen von Gedichten Goethes, Eichendorffs usw. Seine Klavierwerke (Hagbart, Strandbilder und Suite Élégiaque) wurden 2019 von Jamina Gerl auf CD eingespielt.
Mit zahlreichen zeitgenössischen Musikerpersönlichkeiten war Pfohl gut bekannt oder auch befreundet, so mit Edvard Grieg, Max Reger, Ferruccio Busoni, Jules Massenet, Giacomo Puccini, Siegfried Wagner, Cosima Wagner, Gustav Mahler und anderen.
Zu seinen wohl interessantesten literarischen Werken zählt sein 1890 in Leipzig anonym erschienenes Bändchen Höllenbreughel als Erzieher – Auch von einem Deutschen. In humoristischer, aber auch politisch-kritischer Weise parodiert er Julius Langbehns deutschtümelndes Werk Rembrandt als Erzieher in Persiflage und entlarvt Langbehn als verquasten und antisemitischen Pseudophilosophen. In der Zeit des Nationalsozialismus äußerte sich Pfohl in einem Radiovortrag derart mutig, indem er seine Sympathie für die „nichtarische Musik“ zum Ausdruck brachte, dass der Reichssender Hamburg, der zum Großdeutschen Rundfunk gehörte, die Übertragung abbrach.
Mit seiner Frau und drei Kindern wohnte Ferdinand Pfohl 1902–1915 in Hamburg-Bergedorf in der Brauerstraße 68 (heute Chrysanderstraße 68). 1926 hielt er die Festrede zum 100. Geburtstag des Händelforschers Friedrich Chrysander. Er war einer der Initiatoren zur Gründung der Hasse-Gesellschaft e. V. Zudem war er in den Jahren von 1926 bis 1928 die treibende Kraft, in Bergedorf ein Händel-Hasse-Festspielhaus zu errichten; diese Aktivität scheiterte jedoch in den wirtschaftlich schwierigen 1920er Jahren an der Finanzierung. 
Insbesondere in den 1920er Jahren hielt Pfohl seine regelmäßigen donnerstäglichen offenen Nachmittage (jours fixes) in seiner zentral gelegenen Wohnung Beneckestraße 6 ab. Dort fanden sich viele bekannte Künstlerpersönlichkeiten ein, beispielsweise, wenn sie sich aus Anlass von Konzerten in Hamburg aufhielten. Darunter waren Komponisten wie Richard Strauss, Siegfried Wagner, Giacomo Puccini, Eugen d’Albert, Ermanno Wolf-Ferrari, ebenso bekannte Dirigenten und Sänger, wie Gustav Brecher, Wilhelm Furtwängler, Arturo Toscanini und Bruno Walter.  
1937 zog Pfohl wieder nach Hamburg-Bergedorf. Seinen Lebensabend verbrachte er dort in einem Jugendstilhaus an der Hansastraße (heute Gräpelweg 13). In jener Zeit hielt er öffentliche Vorträge in Schulaulen und rezensierte für die Bergedorfer Zeitung Konzerte von Hasse-Chor und Hasse-Orchester.
Seine letzte Ruhestätte fand Ferdinand Pfohl auf dem Neuen Friedhof Bergedorf nahe dem Denkmal für die Gefallenen beider Weltkriege.
Eine Sammlung seiner sämtlichen Opernkritiken von 1892 bis 1931 befindet sich in den theaterhistorischen Beständen der Staats- und Universitätsbibliothek Hamburg. Es handelt sich überwiegend um Rezensionen zu Hamburger Aufführungen, insgesamt immerhin zu 243 Opern von 117 Komponisten. Er ist aber auch zu Ur- und deutschen Erstaufführungen gefahren, so dass sich hier Kritiken zu Ferruccio Busonis Doktor Faust und Paul Hindemiths Cardillac aus Dresden, von Ariadne auf Naxos von Richard Strauss aus Stuttgart und Musikkritiken aus manchen anderen deutschen Städten finden.
Ein Manuskript von ihm mit Erinnerungen an Gustav Mahlers Hamburger Jahre wurde 1973 von dem dänischen Musikwissenschaftler Knud Martner postum herausgegeben.
Die Pfohl-Woyrsch-Gesellschaft e. V. Hamburg, gegründet 1993, hat es sich zur Aufgabe gemacht, das musikalische und literarische Erbe Ferdinand Pfohls zu bewahren und einer größeren Öffentlichkeit zugänglich zu machen.

## Werke

### Kompositionen (Auswahl)
- Die Apsarase für Orchester
- Zwölf frühe Stücke für Klavier (Nachlaufen, Pfänderspiel, Walzer, Epigramm, Walzer, Scherzo, Sonett, Serenade, Notturno, Der Dudelsack, Die Pandekten (sehr geschmacklos und ledern vorzutragen), Romanze) o. J. (frühe Klavierkompositionen)
- Capriccio (Allegro vivo), Tanz (Tempo giusto), frühe Klavierstücke, ohne Jahresangabe (o. J.)
- Vier Lieder
- Hagbart, Nordische Rhapsodie (Klavier), nach einem Thema von Edvard Grieg, 1882
- Zwei Gesänge, für eine mittlere Stimme und Pianoforte, o. J.
- Engel-Serenade, aus d. Neapolitanischen von Frida Schanz, für eine mittlere Stimme, „Steh’ auf und öffne die Pforte“
- Zwei Gesänge für eine mittlere Stimme
- Op. 4 Mondrondels, Phantast. Szenen aus Pierrot Lunaire von Albert Giraud, deutsch von Otto Erich Hartleben, für 1 Singstimme und Pianoforte, (Tenor), 1891
- Op. 5 Drei Lieder, f. 1 hohe Stimme und Klavier, Text deutsch, englisch, französisch
- Op. 6 Vier Lieder für eine Singstimme und Klavier
- Op. 7 Nr. 1 Rückkehr (F. Pfohl) 1892
- Op. 8 Strandbilder, für Piano
- zu op. 8: Das Meer, Symphonische Phantasie für großes Orchester
- Op. 9 Sirenenlieder, Dichtungen aus Max Haushofer Jr. Die Verbannten, für Mezzosopran (Alt) und Klavier
- Op. 10 Twardowsky, Dichtung von Otto Kayser, Rhapsodie für großes Orchester, Männerchor und Mezzosopran; statt MSopr. Frauenchor möglich, Partitur, Klavierauszug, 1894
- Op. 11 Suite Élégiaque, für Piano, 1894
- Op. 12 Eine Ballettszene f. gr. Orchester, Partitur
- Op. 14 Turmballaden, 5 Dichtungen aus Max Haushofer Jr. „Die Verbannten“, für eine hohe Singstimme und Klavier, 1901
- Das trunkene Lied (Friedrich Nietzsche), „O Mensch gib acht! Was spricht die tiefe Mitternacht?“ 1915
- Mitternacht (Also sprach Zarathustra, Friedrich Nietzsche) Ms. (Lied für mittlere Stimme)
- Der Kelch der Liebe (Text Georg Jacobi) „Von Dir, o Liebe, nehm ich an den Kelch der bittren Leiden“, (Lied für tiefe Stimme)
- Im Waldesschatten, (Joseph von Eichendorff), „Ich steh im Waldesschatten wie an des Lebens Rand“, 1942 (Lied für mittlere Stimme)
- Am Waldsee, „Du stiller See“, 1942 Ms. (Lied für tiefe Stimme)
- Grüße der Liebe, (Wilhelm Raabe), „Seid gegrüßt!“ 1944, Ms. (Lied mit Klavierbegleitung)
- Süßer Friede, (Goethe) „Der Du von dem Himmel bist“, Ms. (Lied für tiefe Stimme)
- Alles Vergängliche ist nur ein Gleichnis (Goethe), 14. Dezember 1944 Ms. (Lied für mittlere/hohe Lage)
- Goethe tröstet, „Über allen Gipfeln ist Ruh“, Ms. (Lied mit Klavierbegleitung)
- Schilflieder, Dichtungen von Nikolaus Lenau, für eine mittl. Singstimme mit symphonischer Klavierbegleitung, Ms. vom 21. August 1947.
- Birkenlegendchen, Text Börries von Münchhausen, letzte Komposition vom 28. Juli 1949, Ms.(Lied f. mittl./hohe Stimme mit Klavierbegleitung)

### Schriften (Auswahl)
- Moderne Wallfahrten. In: Jahresbericht der Lese- und Redehalle der deutschen Studenten in Prag. K.k. Hofbuchdruckerei A. Haase, Prag 1885.
- Höllenbreughel als Erzieher – Auch von einem Deutschen (d. i. Ferdinand Pfohl). Verlag Carl Reißner, Leipzig 1890. Digitalisat
- Quer durch Afrika. Wüsten- und Urwaldabenteuer eines Pianisten. Verlag Carl Reißner, Leipzig 1891.
- Bayreuther Fanfaren. Verlag Carl Reißner, Leipzig 1891.
- Moderne Tenoristen. In: Velhagen und Klasings Monatshefte. Jg. 5 (1890/91), Bd. 1, Heft 3, November 1890, S. 314–326.
- Die Nibelungen in Bayreuth. Neue Bayreuther Fanfaren. Verlag Carl Reißner, Dresden/Leipzig 1897.
- West-östliche Fahrten. An Bord der Prinzessin Victoria Luise. Seemann, Leipzig 1901.
- Carl Grammann. Ein Künstlerleben. Schuster & Loeffler, Berlin/Leipzig 1910.
- Konzert für Violine von Max Reger. In: Max-Reger-Fest, Dortmund 7.8.9. Mai 1910. Festbuch. Verlag W. Crüwell, Dortmund 1910, S. 115–126.
- Richard Wagner. Sein Leben und Schaffen. Ullstein, Berlin/Wien 1911, 398 S.
- Beethoven. Velhagen & Klasing, Bielefeld / Leipzig 1922 (= Volksbuch, Nr. 7).
- Arthur Nikisch. In: Heinrich Chevalley: Arthur Nikisch. Leben und Wirken. Bote und Bock, Berlin 1922, S. 1–126.
- Arthur Nikisch. Sein Leben, seine Kunst, sein Wirken. Alster, Hamburg 1925.
- Ernst Roters. Aus seinem Leben und Schaffen. N. Simrock, Berlin 1925.
- Busoni – persönliche Erinnerungen an den Menschen, den Künstler und Freund. In: Die Musikwelt. Jg. 1925, S. 156 f.
- Friedrich Chrysander. Festrede gehalten in der Feier des 100. Geburtstages Friedrich Chrysanders. Köster & Wobbe, Bergedorf 1926.
- Wie ich Musikkritiker wurde. In: Zeitschrift für Musik. Jg. 99 (1932), S. 959–961.
- Leben und Schaffen. Autobiographische Skizze und kleine Erinnerungen. In: Zeitschrift für Musik. Jg. 109 (1942), S. 445–450.
- Gustav Mahler. Eindrücke und Erinnerungen aus den Hamburger Jahren. Hrsg. Knud Martner. Wagner, Hamburg 1973, ISBN 3-921029-15-5.

### Lexikaeinträge
- Andreas Willscher in: Die Musik in Geschichte und Gegenwart (MGG). 2002, Personenteil 13, S. 496 f.
- Oscar Thompson, Nicholas Slonimsky, Robert Sabin, in: The International Cyclopedia of Music and Musicians. New York, S. 1619.
- Stanley Sadie in: The New Grove Dictionary of Music and Musicians. Bd. 14. London 1995.
- Rudolf Flotzinger (Hrsg.): Oesterreichisches Musiklexikon. (online).
- Simon Kannenberg in: Historische ostdeutsche Biographien. Kulturstiftung der deutschen Vertriebenen 2023 (online).

## Einspielungen (Auswahl)
- Romantisches Norddeutschland. Sopran u. Klavier. Hamburg 1999.
- Strandbilder/Suite Élégiaque/Hagbart. Jamina Gerl, Klavier. Naxos Grand Piano, 2019.